# وولودیمیر اونیشچنکو
وولودیمیر اونیشچنکو (اوکراینی: Володимир Іванович Онищенко؛ زادهٔ ۲۸ اکتبر ۱۹۴۹) بازیکن فوتبال اهل اتحاد جماهیر شوروی سوسیالیستی است.
از باشگاه‌هایی که در آن بازی کرده‌است می‌توان به باشگاه فوتبال زوریا لوهانسک و باشگاه فوتبال دینامو کی‌یف اشاره کرد.
وی همچنین در تیم ملی فوتبال شوروی بازی کرده‌است.